# James Lomas
James Jacob Lomas (Sheffield, 1º marzo 1990) è un ballerino e attore britannico.
Ha raggiunto la fama nel 2005 quando fu scelto per interpretare Billy Elliot nel musical tratto dall'omonimo film di Stephen Daldry. Il musical, con colonna sonora di Elton John, vedeva Lomas alternarsi con Liam Mower e George Maguire nel ruolo del giovane protagonista. Lomas, Mower e Maguire vinsero il Laurence Olivier Award al miglior attore in un musical per la loro performance in Billy Elliot. Da allora ha recitato anche in altri musical, tra cui Joseph and the Amazing Technicolor Dreamcoat in tour nel 2011.